# هجوم أصفهان 2023
هجوم أصفهان 2023 هاجمت ثلاث طائرات بدون طيار مجهولة مصنعًا للذخيرة في أصفهان في ليلة 28 إلى 29 يناير 2023، وسط انفجارات أخرى غير مبررة في جميع أنحاء إيران. وفقًا لمسؤولين أمريكيين، نفذت إسرائيل الهجمات، بينما لم تؤكد إسرائيل أو تنفي مسؤوليتها.

## الخلفية
كان هناك عدد من الانفجارات والحرائق حول المنشآت العسكرية والنووية والصناعية الإيرانية في أوائل العقد الأول من القرن الحالي. اتهمت إيران إسرائيل بتخريب موقعها النووي الرئيسي في نطنز بأصفهان وتعهدت بالانتقام في عام 2021. في يوليو 2022، قالت إيران إنها ألقت القبض على فريق تخريب مؤلف من مسلحين أكراد يعملون لصالح إسرائيل كانوا يخططون لتفجير مركز صناعي دفاعي حساس في أصفهان.
ووقع الهجوم خلال فترة توتر شديد بين أذربيجان وإيران، بعد يوم من هجوم مسلح على السفارة الأذربيجانية في طهران، مما أسفر عن مقتل قائدها الأمني وإصابة اثنين آخرين.

## انفجار اصفهان
في 28 يناير 2023، الساعة 23:30 بالتوقيت المحلي، تعرض مصنع للذخيرة تابع لوزارة الدفاع الإيرانية في أصفهان لهجوم بثلاث طائرات بدون طيار، مما تسبب في انفجار كبير. قالت الوزارة إن الهجوم وقع في شارع الإمام الخميني في أصفهان ، وإن الأضرار التي لحقت بالمباني كانت طفيفة. وفقًا للوزارة ، تم إسقاط ثلاث طائرات مسيرة وفشل الهجوم. لم تذكر الوزارة المشتبه به بالهجوم. قال بعض المواطنين إنهم سمعوا ثلاثة أو أربعة انفجارات.

## انفجارات أو حرائق أخرى
واندلع حريق في مصفاة نفط في تبريز في الليلة نفسها. ووصفت صحيفة وول ستريت جورنال العلاقة بين حريق تبريز وهجوم أصفهان بأنها غير واضحة. وفقًا لإيران الدولية، وردت أنباء عن انفجارات وحرائق في كرج في نفس الليلة. تم الإبلاغ عن انفجار آخر في منشأة نفطية في أذر شهر.
وبحسب إيوليا مندل، المتحدثة السابقة باسم الرئيس الأوكراني فولوديمير زيلينسكي، فقد تم استهداف 14 منشأة على الأقل في الهجمات، بما في ذلك مصنع للطائرات بدون طيار.
ووقع زلزال بالقرب من مدينة خوي في نفس اليوم، مما أدى إلى ارتباك حول ما إذا كانت الأهداف قد تعرضت أو تأثرت بالزلزال.

## ردود الفعل
- وفقًا لمصادر استخبارات غربية تحدثت إلى صحيفة جيروزاليم بوست الإسرائيلية، فقد قلل المسؤولون الإيرانيون من أهمية آثار هجوم أصفهان.[13]

### الوسائط
- وذكرت صحيفة جيروزاليم بوست أن مصادر غربية اعتبرت الهجوم "نجاحا هائلا".[13] ذكرت صحيفة نيويورك تايمز أنه من المحتمل أن الطائرات بدون طيار المستخدمة كانت طائرات رباعية ذات مدى طيران قصير وأنه نظرًا لأن أصفهان بعيدة عن حدود إيران، فمن المحتمل أن الطائرات بدون طيار تم إطلاقها من داخل إيران.[14]